# Taivoan

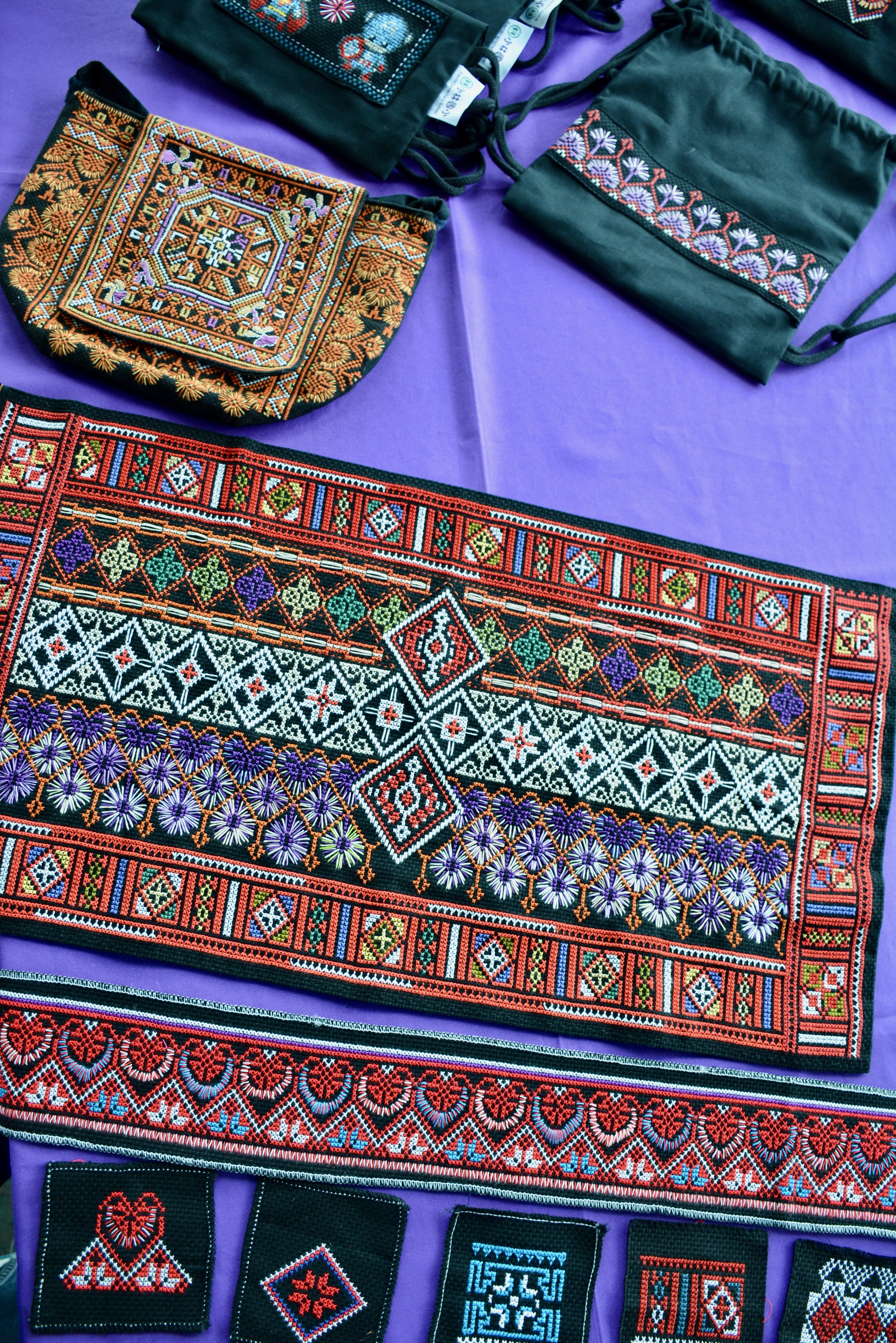
Taivoan-Stickerei

Die Taivoan, auch Tevorangh oder Tavorlong, chinesisch 大武壠族 Dàwǔlǒng zú oder 大滿族 Dàmǎn zú, sind ein indigenes Volk im Süden Taiwans.  Der Name der Insel Taiwan geht wahrscheinlich auf den Namen dieses Volkes zurück.

## Geschichte
Das ursprüngliche Siedlungsgebiet der Taivoan lag in der Jianan-Ebene ungefähr im Südosten der heutigen Stadt Tainan. Daher werden sie zu den Pingpu (Flachland-Völkern) gerechnet.
Im 17. Jahrhundert errichtete die Niederländische Ostindien-Kompanie das Fort Zeelandia auf einer Sandbank vor der Küste Formosas (Taiwans) und nannte den Ort nach dem dort ansässigen Volk Teyovan oder Tayouan (es existierten mehrere Schreibweisen). Dem entsprach der chinesische Ortsname 大員 oder 大圓 (auch hier gab es verschiedene Schreibweisen), ausgesprochen Tāi-uân (Minnan bzw. taiwanisch) oder Dàyuán (Hochchinesisch). Diese Namen wurden später in der Form Taiwan bzw. 台灣 (Táiwān) zunächst auf Tainan und dann auf die ganze Insel Taiwan übertragen.
Aufgrund der niederländischen Kolonisation und der darauf folgenden umfangreichen chinesischen Einwanderung wurden die Taivoan allmählich verdrängt und gingen weitgehend in der han-taiwanischen Gesellschaft auf. Im Jahr 1915 erhoben sich die Taivoan von Yujing gemeinsam mit Han-Taiwanern gegen die japanische Kolonialherrschaft. Der unter dem Namen Tapani-Zwischenfall bekannte Aufstand wurde mit Härte niedergeschlagen.
Lange Zeit wurden die Taivoan den mit ihnen verwandten Siraya zugerechnet. Seit etwa 2010 betonen die Taivoan wieder verstärkt ihre Identität und bemühen sich um eine Wiederbelebung ihrer Sprache und Kultur sowie um offizielle Anerkennung. Ihre heutigen Siedlungsschwerpunkte liegen in den Bezirken Jiaxian, Shanlin und Liugui der Stadt Kaohsiung sowie im Bezirk Baihe der Stadt Tainan.

## Religion und Feste

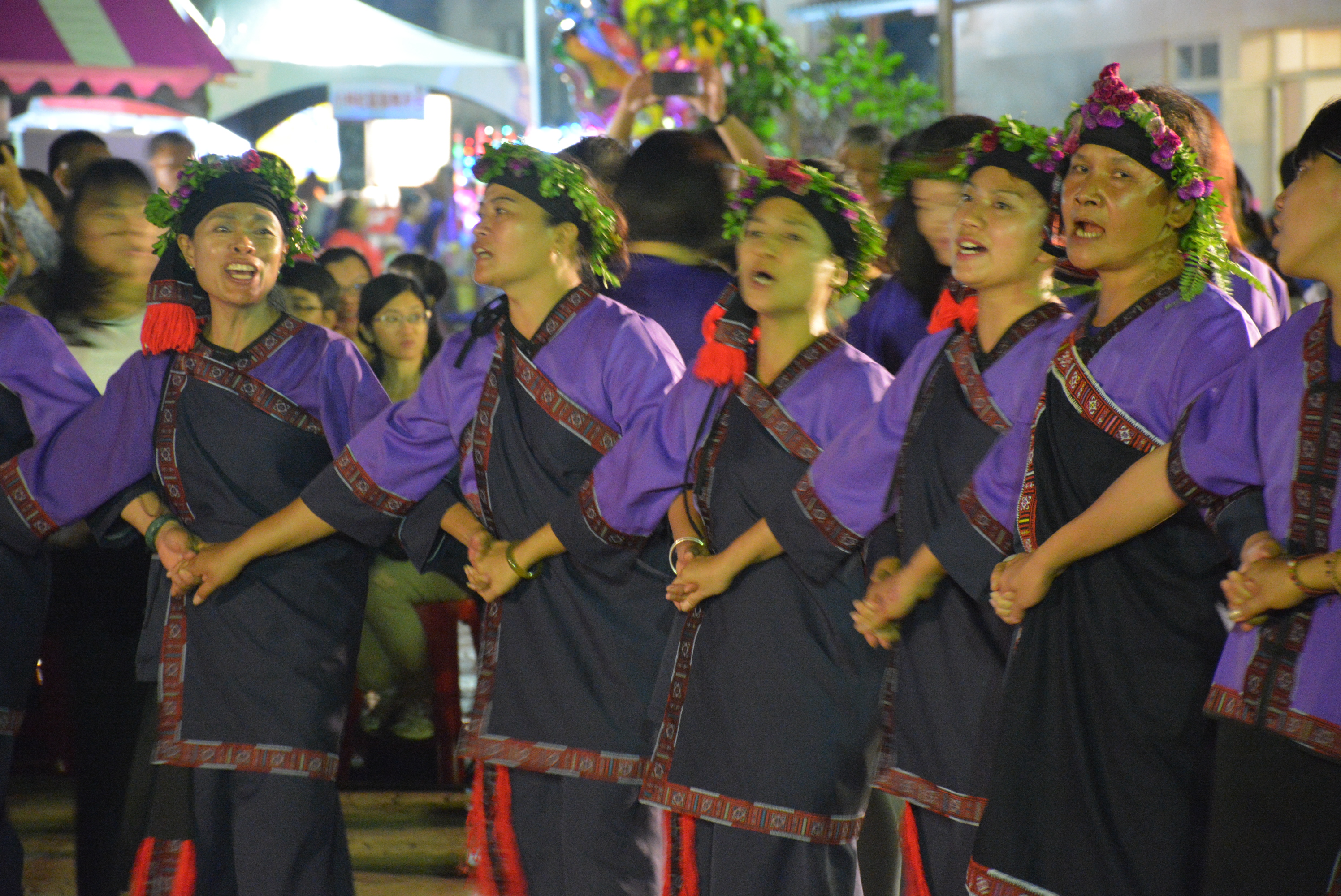
Tanz beim Nachtfest

Die Religion der Taivoan wurde im Zuge jahrhundertelanger Sinisierung stark vom Taoismus beeinflusst.
Die Taivoan teilten das Jahr traditionell in zwei Hälften, in denen unterschiedliche Tabus galten. Im Zentrum des Glaubens steht die Ahnenverehrung in kuba genannten Heiligtümern. Bedeutendstes Fest ist das Nachtfest bei Vollmond des neunten Monats im Mondjahr, bei denen die Ahnengeister (Anag) verehrt und einige Tabus für das kommende Halbjahr aufgehoben werden. In dieser Nacht werden taboro gesungen, Lieder, die nur zu dieser Zeit und im kuba gesungen werden dürfen.
Beim Vollmond des ersten Mondmonats gab es die Tradition der Frauennacht, in der Frauen ausgelassen sangen, tanzten und sich Männern gegenüber Freiheiten herausnehmen konnten. Das Fest wurde zur Zeit der japanischen Herrschaft als unanständig unterbunden und wird erst seit 2014 wieder in Xiaolin (einem Ortsteil von Jiaxian in Kaohsiung) begangen. Ebenfalls in Xiaolin findet seit 2015 alljährlich im Frühling das Taivoan-Kulturfest (大武壠歌舞文化節) statt.